# SN 2010dn
SN 2010dn – niepotwierdzona supernowa nieznanego typu odkryta 31 maja 2010 roku w galaktyce NGC 3184. W momencie odkrycia miała maksymalną jasność 17,50m.
Prawdopodobnie tzw. fałszywa supernowa.